# ضریب دمایی

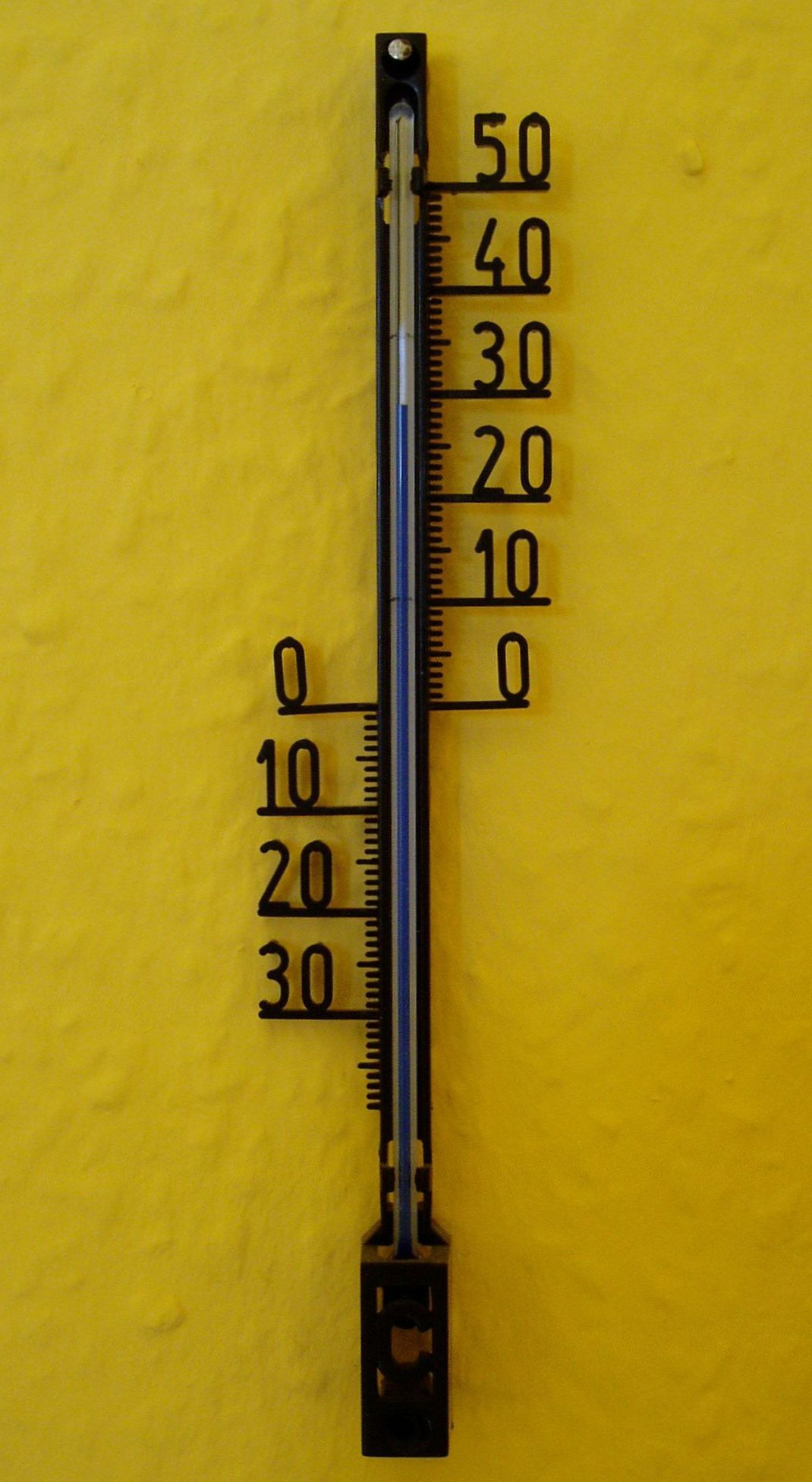
دماسنج الکلی براساس تغییر حجم جیوه نسبت به تغییر دما عمل می کند که در فرمول ارائه شده R حجم جیوه می شود و از ضریب انبساط حجمی (به تقریب سه برابر ضریب انبساط خطی) استفاده می شود.

ضریب دمایی به تغییرات یک ویژگی فیزیکی نسبت به تغییر دما به اندازهٔ یک درجهٔ کلوین گفته می‌شود.
در فرمول زیر اگر R یک ویژگی فیزیکی مورد اندازه‌گیری باشد و T دمایی باشد که که ویژگی در آن اندازه‌گیری می‌شود، T0 دمای مرجع، و ‎∆T تفاوت بین T و T0، آنگاه α ضریب دمایی (خطی) خواهد بود که یکای آن بر کلوین (‎1/K یا K−1) است:
{\displaystyle \operatorname {R} (T)=\operatorname {R} (T_{0})(1+\alpha \Delta T)}
این معادله یک معادلهٔ خطی بر حسب دما است. برای کمیت‌هایی که بر حسب دما به صورت چندجمله‌ای یا لگاریتمی تغییر می‌کنند، می‌توان این ضریب را به صورت تقریبی برای بازه‌های دمایی معین محاسبه کرد. برای کمیت‌هایی که نسبت به دما تغییر نمایی دارند، مانند سرعت انجام واکنش‌های شیمیایی، ضریب دمایی تنها برای بازه‌های بسیار کوچک معتبر خواهد بود.
ضریب‌های دمایی مختلفی در زمینه‌های گوناگون وجود دارد از جمله در علوم هسته‌ای، مغناطیس، و برق.